# تاريخ الولايات المتحدة (1991-2008)

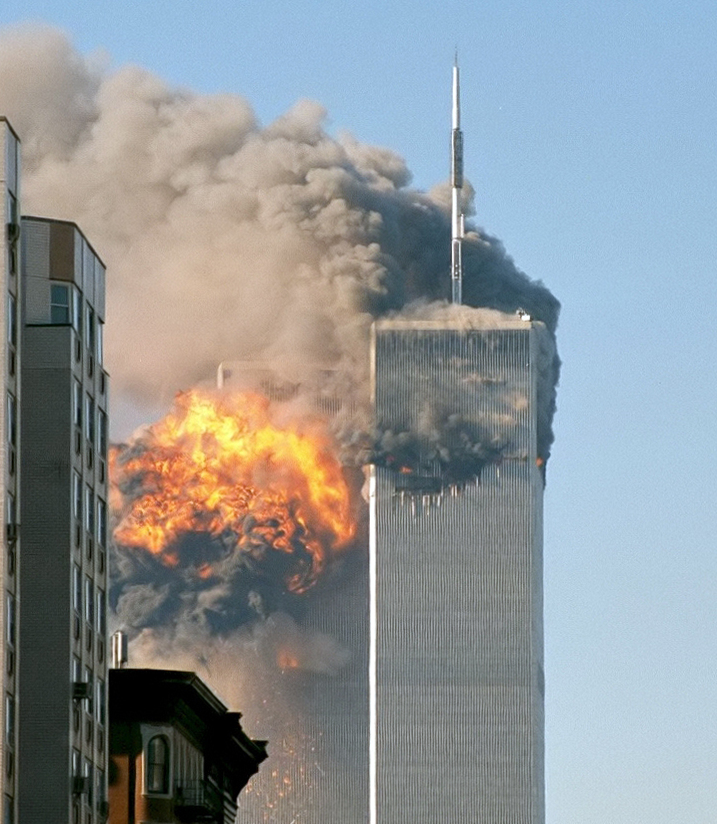
انفجار في البرج الجنوبي، أحداث الحادي عشر من سبتمبر 2001

بدأ تاريخ الولايات المتحدة من 1991 وحتى 2008 بعد انهيار الاتحاد السوفيتي الذي أعلن نهاية الحرب الباردة وترك الولايات المتحدة غير مُتحداة كقوة عظمى مهيمنة عالميًا. قامت الولايات المتحدة بدور قيادي في التدخل العسكري في الشرق الأوسط. طردت الولايات المتحدة الغزو العراقي من الكويت، حليفها الشرق الأوسطي، في حرب الخليج الثانية. في الجبهة الداخلية، نجح الديموقراطيون بالعودة إلى البيت الأبيض بانتخاب بيل كلينتون في 1992. في انتخابات 1994، سيطر الجمهوريون على الكونغرس لأول مرة منذ 40 عامًا. تسبب النزاع بين كلينتون والجمهوريين في الكونغرس أولًا في تعطل الحكومة الفيدرالية عن العمل بعد أزمة الميزانية، ولكنهم عملوا معًا في وقت لاحق على تمرير إصلاح الخدمات الاجتماعية وبرنامج التأمين الصحي للأطفال وميزانية متوازنة. أدت الاتهامات الناجمة عن فضيحة لوينسكي إلى اتهام كلينتون في 1998 من مجلس النواب الأمريكي، ولكنه بُرِّأ لاحقًا عن طريق مجلس الشيوخ. ازدهر الاقتصاد الأمريكي بالتزامن مع الاهتمام بالصناعات التقنية العالية في التسعينات حتى سقوط بورصة نازداك بسبب انفجار فقاعة الإنترنت، كما أعلن الركود الاقتصادي في أوائل القرن الحادي والعشرين عن انتهاء النمو الاقتصادي المستمر.
في عام 2000، انتُخب الجمهوري جورج دبليو بوش رئيسًا في واحدة من أقرب الانتخابات وأكثرها جدلًا في تاريخ الولايات المتحدة. في بداية حكمه، صدّقت إدارته على إصلاح التعليم وتخفيض شامل وضخم على الضرائب بهدف تحفيز الاقتصاد. بعد هجمات الحادي عشر من سبتمبر في 2001، بدأت الولايات المتحدة الحرب الدولية على الإرهاب، والتي بدأت في 2001 بالحرب في أفغانستان. في 2003، غزت الولايات المتحدة العراق، وأطاحت بنظام صدام حسين المثير للجدل ولكنها تسببت أيضًا في صراع ممتد استمر طوال مدة العقد. تأسست وزارة الأمن الداخلي ومُرر قانون باتريوت آكت المثير للجدل لتعزيز الجهود الداخلية لمكافحة الإرهاب. في 2006، ساعدت الانتقادات بشأن التعامل مع إعصار كاترينا المدمر (الذي ضرب منطقة ساحل الخليج الأمريكي في 2005) بالإضافة إلى الفضائح السياسية واللاشعبية المتنامية بشأن حرب العراق الديمقراطيين في السيطرة على الكونغرس. حوكم صدام حسين لاحقًا، واتُهم بارتكاب جرائم حرب وجرائم ضد الإنسانية، وأُعدم شنقًا. في 2007، أمر الرئيس بوش بزيادة القوات في العراق، ما أدى في النهاية إلى تقليل الخسائر.

## العولمة والاقتصاد الجديد
خلال فترة رئاسة بيل كلينتون ركز الخطاب السياسي الأمريكي على القضايا الداخلية بشكل أكبر. بينما شهدت بداية التسعينات حالة ركود في الاقتصاد الأمريكي، بدأ التعافي في 1994 وبدأ في التسارع بفضل الازدهار الذي حققته التكنولوجيا. حقق الإنترنت والتقنيات المرتبطة به أول توغل واسع المدى في الاقتصاد، محدثًا فقاعة في وول ستريت أحدثتها التكنولوجيا، والتي وصفها ألان جرينسبان رئيس نظام الاحتياطي الفيدرالي في 1996 بـ «الوفرة اللاعقلانية». بحلول عام 1998، ازدهر الاقتصاد وانخفضت البطالة إلى ما دون 5%.
بعد تفكك الاتحاد السوفيتي في 1991، كانت الولايات المتحدة هي القوة العسكرية المهيمنة عالميًا، واعتُبرت اليابان أحيانًا المنافس الاقتصادي الأكبر للولايات المتحدة، ولكنها وقعت في فترة من الركود.
كانت الصين تصعد كأقوى منافس اقتصادي للولايات المتحدة في المزيد والمزيد من المناطق. دفعت الصراعات المحلية مثل تلك في هايتي والبلقان بالرئيس بيل كلينتون نحو إرسال قوات أمريكية لحفظ السلام، ليحيي بذلك الجدل القائم إبان فترة الحرب الباردة بشأن ماهية دور الولايات المتحدة في حفظ الأمن والنظام في بقية بقاع العالم. تزايدت التهديدات من المتطرفين الإسلاميين خارج البلاد بشن هجمات ضد الولايات المتحدة بسبب تواجدها العسكري المستمر في الشرق الأوسط، ونفذوا أول هجوم على مركز التجارة العالمي، شاحنة مفخخة في البرجين التوأمين في نيويورك، في 1993، بالإضافة إلى عدد من الهجمات المدمرة التي استهدفت المصالح الأمريكية في الخارج.
تزايدت الهجرة، بشكل أساسي من أمريكا اللاتينية وآسيا، خلال التسعينات، واضعةً حجر الأساس لتغييرات جذرية في التركيب الديموغرافي للشعب الأمريكي في العقود التالية، مثل استبدال الهسبان للأمريكيين الأفارقة كأكبر أقلية. على الرغم من التدقيق الكبير على الحدود بعد هجمات الحادي عشر من سبتمبر، أتى ما يقرب من 8 ملايين مهاجر إلى الولايات المتحدة في الفترة بين 2000 و 2005—أكثر من أي فترة امتدت لخمس سنوات في تاريخ البلاد. دخل نصفهم تقريبًا بطريقة غير شرعية.

## الصراعات

### حرب الخليج الثانية
ظهر الاعتماد الملحوظ من العالم الصناعي على البترول والذي بدأ في الثلاثينيات، مع وجود معظم الاحتياطي المثبت من البترول في دول الشرق الأوسط، جليًا للولايات المتحدة، أولًا بعد عواقب حظر النفط في 1973 ولاحقًا بعد أزمة الطاقة في 1979. على الرغم من انخفاض القيمة الحقيقية لأسعار البترول خلال الثمانينيات إلى مستويات ما قبل 1973، تسبب ذلك في ربح مفاجئ للدول المستهلكة للبترول (وخاصة أمريكا الشمالية وغرب أوروبا واليابان)، ضمن الاحتياطي الضخم للمنتجين الرائدين في الشرق الأوسط الأهمية الاستراتيجية للمنطقة. مع بداية التسعينات أثبتت سياسات النفط أنها مازالت محفوفة بالمخاطر كما كانت في بداية السبعينيات.
أشعل الصراع في الشرق الأوسط أزمة عالمية أخرى في 2 أغسطس 1990، عندما غزت العراق جارتها الكويت وحاولت السيطرة عليها. خشي مسؤولو الولايات المتحدة وقتها أن يكون صدام حسين على وشك خوض صراع مسلح مع المملكة العربية السعودية الغنية بالنفط، والحليف المقرب لواشنطن منذ الأربعينيات. نددت الأمم المتحدة بالغزو واعتبرته عملًا عدائيًا. قارن الرئيس بوش صدام حسين بأدولف هتلر وأوضح أن في حالة عدم تحرك الولايات المتحدة والمجتمع الدولي، سيُشجع استخدام العنف في أماكن أخرى في العالم. منح مجلس الأمن مهلة للعراق لمغادرة الكويت، ولكن صدام حسين رفضها، وأقر مجلس الأمن ردًا عسكريًا. بدأت الحرب في يناير 1991، وشكلت القوات الأمريكية غالبية التحالف المشارك في عملية عاصفة الصحراء. في تلك الأثناء انسحبت القوات العراقية من الكويت في نهاية فبراير، فقدت العراق 20000 من قواتها تقريبًا، مع إشارة بعض المصادر لوصول الخسائر إلى 100000 في صفوف القوات العراقية.

### الصراعات في الصومال والبوسنة وكوسوفو والشرق الأوسط
في ديسمبر عام 1992، أرسل الرئيس بوش الأب قواته للانضمام إلى فرقة العمل الموحدة متعددة الجنسيات التابعة للأمم المتحدة، عبر عملية إعادة الأمل، بهدف استعادة النظام في الصومال وتوفير المساعدات الإنسانية في البلاد التي مزقتها الحرب الأهلية والمجاعة ونزاعات أمراء الحرب. تدهور الوضع بحلول صيف عام 1993. عقب مقتل 24 جندي باكستاني في يونيو عام 1993، أصدرت الأمم المتحدة قرارًا باعتقال ومحاكمة المسؤولين عن الهجوم. شنّت قوات الولايات المتحدة الأمريكية، تحت قيادة الرئيس بيل كلينتون المنتخب حديثًا، هجومًا مكثفًا على معقل محمد فرح عيديد في مقديشو إبان عملية الثعبان القوطي. في أكتوبر عام 1993، قُتل 18 جندي وأُصيب 84 جندي آخر في معركة مقديشو. أمر كلينتون، عقب الهجوم، بانسحاب القوات الأمريكية من المنطقة، وسُحب آخر جندي في عام 1995. أقال كلينتون وزير الدفاع ليزلي آسبن جونيور لأنه لم يرسل عددًا مناسبًا من القوات.
في منتصف التسعينيات، انخرطت الولايات المتحدة في حرب البوسنة، عبر منظمة حلف شمال الأطلسي، وكانت عملية القوة المتعمدة عام 1995 أبرز عملياتها، وهي العملية التي أدت إلى توقيع اتفاقية دايتون التي أنهت الحرب بحلول نهاية عام 1995. في أوائل العام 1998، انفجر الوضع في المنطقة مجددًا إثر اندلاع الحرب بين جيش جمهورية يوغوسلافيا الفيدرالية وجيش تحرير كوسوفو، والأخير منظمة حرب عصابات قتالية. قصف الناتو يوغوسلافيا في عام 1999، ما أدى إلى مقتل مئات الجنود والمدنيين اليوغوسلافيين. انسحبت يوغوسلافيا إثر القصف من كوسوفو، وأصبحت الأخيرة دولة مستقلة.
طلب الرئيس كلينتون ضرب العراق بصواريخ كروز عام 1996، وقصف العراق عام 1998 في الحملة التي عُرفت باسم عملية ثعلب الصحراء، وجاءت هذه الهجمات ردًا على خرق صدام حسين مجموعة قرارات أصدرتها الأمم المتحدة، من بينها قمع الأقليات الإثنية (الكُرد) وإزالة مفتشي الأسلحة النووية التابعين للأمم المتحدة. هدفت حملة عام 1998 خصوصًا إلى زعزعة استقرار الحكومة العراقية وتحطيم سلطة صدام حسين. وقّع كلينتون على قانون تحرير العراق الساعي إلى توفير التمويل اللازم لصالح مجموعات المعارضة العراقية، أملًا بالإطاحة بنظام صدام حسين وتأسيس الديمقراطية في البلاد.
لعبت الولايات المتحدة إبان فترة التسعينيات دورًا نشطًا في عملية السلام بين إسرائيل وفلسطين. التقى الرئيس كلينتون برئيس الوزراء الإسرائيلي إسحاق رابين، ورئيس الوزراء الفلسطيني ياسر عرفات، وأفضى اللقاء إلى توقيع اتفاقية أوسلو في عام 1993، والتي دعت إلى تنازل إسرائيل تدريجيًا عن السيطرة على المناطق الفلسطينية لصالح الفلسطينيين، مقابل التزام الفلسطينيين بالسلام. إلا أن رابين تعرّض للاغتيال عام 1995، وبحلول عام 2000، فشلت قمة كامب ديفيد في إنتاج اتفاقية جديدة بين الطرفين.

### الهجمات الإرهابية الإسلامية الأولى
شهدت تسعينيات القرن الماضي سلسلة من الهجمات الإرهابية الإسلامية التي تميّزت بزيادة وتيرة العنف، أبرزها هجمات القاعدة، وهي منظمة جهاد إسلامي متطرفة قادها أسامة بن لادن. في 26 فبراير عام 1993، فُجرت سيارة مفخخة في مرآب مركز التجارة العالمي الواقع في مدينة نيويورك، ما أدى إلى مقتل 6 مدنيين وإصابة 919 شخص آخر، علاوة على إصابة 88 رجل إطفاء و35 شرطي. هدف الهجوم إلى تدمير أساسات البرج الشمالي ووقوعه على البرج الجنوبي، ما سيؤدي إلى تدمير كلا البرجين وقتل آلاف الأشخاص. لم يحصل ذلك، لكن التفجير سبب ضررًا كبيرًا في المستويات السفلية من البرج الشمالي. في عام 1994، أُدين 4 رجال بتهمة حمل المتفجرات، وفي عام 1997، أُدين رجلين بتهمة الانخراط في العملية، أحدهما سائق الشاحنة والعقل المدبر للعملية رمزي يوسف.
في 25 يونيو عام 1996، نفّذ أعضاء من حزب الله الحجاز تفجيرًا في أبراج الخبر، وهو مجمّع سكني في مدينة الخبر السعودية يقطنه أفرادٌ من القوات الجوية الأمريكية، ما أدى إلى مقتل 19 طيار أمريكي وإصابة 300 شخص آخر.
في 7 أغسطس عام 1998، نفّذت القاعدة تفجيرين في السفارتين الأمريكيتين في كلّ من كينيا وتنزانيا، أديا إلى مقتل 224 شخص، من بينهم 12 أمريكيًا. شنّت الولايات المتحدة هجمات بصواريخ كروز على معسكرات تدريب الإرهابيين في أفغانستان، لكنها فشلت في تدمير شبكة القاعدة الواسعة.
في 12 أكتوبر عام 2000، نفّذت ميليشيات القاعدة تفجيرًا انتحاريًا ضد المدمرة الأمريكية يو إس إس كول قبالة ساحل اليمن، ما أدى إلى مقتل 17 بحارٍ أمريكي وإلحاق أضرارٍ جسيمة بالسفينة.

### هجمات 11 سبتمبر
في صباح 11 سبتمبر عام 2001، تعرضت 4 طائرات للاختطاف على يد 19 عضوًا من منظمة القاعدة الإرهابية. كانت طائرة الرحلة 11 التابعة الخطوط الجوية الأمريكية أول طائرة تتعرض للاختطاف، واصطدمت بالبرج الشمالي لمركز التجارة العالمي في الساعة 8:46 صباحًا (المنطقة الزمنية الشرقية) ضمن مدينة نيويورك. في حين اصطدمت الطائرة الثانية، وهي طائرة الرحلة 175 التابعة للخطوط الجوية المتحدة، بالبرج الجنوبي بعد أقل من 20 دقيقة، في الساعة 9:03 صباحًا (المنطقة الزمنية الشرقية)، ما أدى إلى انهيار ناطحتي السحاب المؤلفتين من 110 طوابق، ودمار مركز التجارة العالمي. الطائرة الثالثة التي تعرضت للاختطاف هي طائرة الرحلة 77 التابعة للخطوط الجوية الأمريكية، والتي اصطدمت بمبنى البنتاغون (مقر وزارة الدفاع الأمريكية) في مقاطعة أرلنغتون، في ولاية فرجينيا، وأدت إلى هدم جزء من الجدار الخارجي المتجه نحو الجنوب الغربي. بعدما اكتشف المسافرون على متن الرحلة 93 التابعة للخطوط الجوية المتحدة أنّ الطائرة اختُطفت، وسيجري استخدامها كصاروخٍ، حاول المسافرون استعادة السيطرة على الطائرة التي كانت متجهة نحو واشنطن العاصمة. على الرغم من استعادة السيطرة، تحطمت الطائرة قرب بلدة ريفية مجاورة لشانكسفيل، في ولاية بنسيلفانيا. إجمالًا، خلّفت الهجمات 2966 قتيل -من بينهم 2507 مدني و343 رجل إطفاء و72 موظفًا مسؤولًا عن تطبيق القانون و55 موظفًا عسكريًا و19 إرهابيًا. كانت هجمات 11 سبتمبر الحادثة الإرهابية المفردة والأكثر دموية على الصعيد العالمي، والهجوم الأجنبي الأكثر فتكًا على أراضي الولايات المتحدة منذ هجوم اليابانيين على بيرل هاربر في 7 ديسمبر عام 1941. أعاد الهجوم تركيز الانتباه الأمريكي على الحرب الطويلة التي شنتها الولايات المتحدة على الإرهاب، بدءًا من الهجوم على القاعدة، وحركة طالبان التي تدعمها، في أفغانستان.